# Begraafplaats van Hellemmes-Lille
De Begraafplaats van Hellemmes-Lille is een gemeentelijke begraafplaats in de Franse plaats Hellemmes-Lille in het Noorderdepartement. De begraafplaats ligt in het oosten van Hellemmes.
De begraafplaats van Hellemmes bevond zich vroeger rond de parochiekerk, de Église Saint-Denis. De begraafplaats werd echter te klein en om hygiënische redenen werd in 1866 de huidige begraafplaats geopend buiten de toenmalige agglomeratie. De begraafplaats werd later meermaals vergroot.

## Britse oorlogsgraven
Op de begraafplaats bevinden zich 24 Britse militaire graven met gesneuvelden uit de Tweede Wereldoorlog, waarvan 23 geïdentificeerd. Ook in de Eerste Wereldoorlog waren hier twee Britten begraven, maar hun graven waren na de oorlog overgeplaatst naar Brebieres British Cemetery. De graven worden onderhouden door de Commonwealth War Graves Commission. In de CWGC-registers staat de begraafplaats als Hellemmes-Lille Communal Cemetery.